# Mitiaro
Mitiaro es la cuarta isla por tamaño del archipiélago de las Islas Cook. Como casi todas las demás islas, Mitiaro es de origen volcánico y se eleva 4500 metros sobre la placa marina. El punto más ancho de la isla es de 6,4 km. Se encuentra rodeada por un cinturón de coral fosilizado de entre 6 y 9 metros de altura. El centro es llano y presenta dos lagos de agua dulce. Hay pocas playas aunque existen piscinas naturales de agua submarina que ideales para practicar submarinismo y visitar las cuevas subterráneas así como su fauna marina. 
Los habitantes originarios de las islas sufrieron persecuciones y subyugaciones por parte de los Atiuans. En 1823 llegó el primer misionero cristiano para convertir a una población de menos de 100 habitantes.
- Datos: Q596542
- Multimedia: Mitiaro / Q596542